# Pikachurine
La pikachurine, nommée d'après le Pokémon Pikachu, est une protéine encodée chez l'humain par le gène EGFLAM situé sur le chromosome 5 humain. Elle est aussi nommée protéine agrin-like du fait de sa ressemblance avec la protéine agrine (en), ou encore EGF-like, Fibronectin type-III and  LAMinin G-like domain-containing protein (EGFLAM).

## Découverte et nomenclature
La pikachurine est une protéine rétinale de type « matrice extracellulaire » décrite pour la première fois en 2008 au Japon par Shigeru Sato et al.. Elle est nommée d'après Pikachu, la mascotte de la franchise Pokémon.